# Opoj
Opoj (maďarsky Apaj) je obec na Slovensku v okrese Trnava. Žije zde přibližně 1 300 obyvatel. První písemná zmínka o obci pochází z roku 1266.  V letech 1975 až 1990 byla obec Opoj sloučena s obcemi Križovany nad Dudváhom a Vlčkovce do obce Dudváh.